# Bathygobius
Bathygobius – rodzaj ryb okoniokształtnych z rodziny babkowatych (Gobiidae).

## Klasyfikacja
Gatunki zaliczane do tego rodzaju:
| - Bathygobius aeolosoma - Bathygobius andrei - Bathygobius antilliensis - Bathygobius burtoni - Bathygobius casamancus - Bathygobius coalitus - Bathygobius cocosensis - Bathygobius cotticeps | - Bathygobius crassiceps - Bathygobius curacao - Bathygobius cyclopterus - Bathygobius fishelsoni - Bathygobius fuscus - Bathygobius geminatus - Bathygobius hongkongensis - Bathygobius karachiensis - Bathygobius kreftii | - Bathygobius lacertus - Bathygobius laddi - Bathygobius lineatus - Bathygobius meggitti - Bathygobius mystacium - Bathygobius niger - Bathygobius ostreicola - Bathygobius panayensis - Bathygobius petrophilus - Bathygobius ramosus - Bathygobius smithi - Bathygobius soporator – babka żabotka |

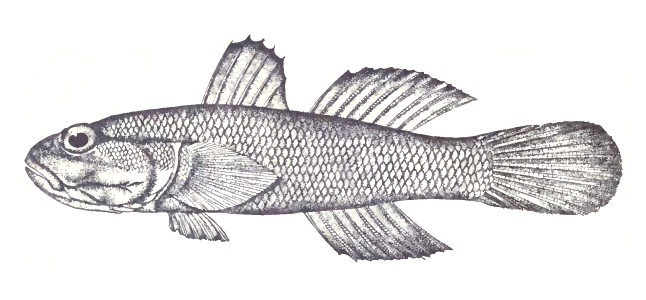
Bathygobius cotticeps
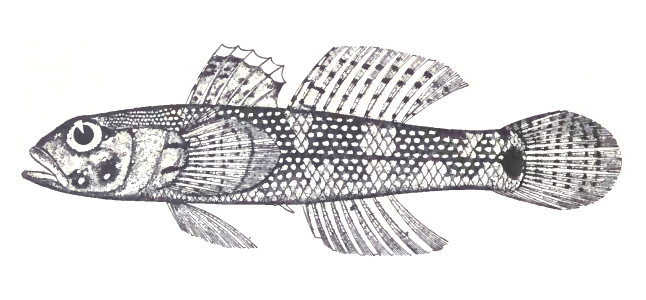
Bathygobius fuscus